# Vincent Laresca
Vincent Laresca (New York, 21 gennaio 1974) è un attore statunitense.

## Biografia
Di origine italiana e panamense, Laresca nasce a New York nel 1974. Inizia la carriera d'attore nel 1992, nel film Juice nella parte di Radames. Da allora apparve i molti film popolari come L'avvocato del diavolo, The Aviator, Empire - Due mondi a confronto, Coach Carter, The Fast and the Furious: Tokyo Drift  e Romeo + Giulietta di William Shakespeare 
Nel 1997, ebbe un ruolo di protagonista secondario nella serie televisiva della Fox 413 Hope St.. Seguirono poi altre serie TV come 24, CSI: Miami e Weeds.

## Filmografia

### Cinema
- Juice, regia di Ernest R. Dickerson (1992)
- Il cattivo tenente (Bad Lieutenant), regia di Abel Ferrara (1992)
- Così mi piace (I Like It Like That), regia di Darnell Martin (1994)
- Money Train, regia di Joseph Ruben (1995)
- L'ora della violenza (The Substitute), regia di Robert Mandel (1996)
- Basquiat, regia di Julian Schnabel (1996)
- Ripe (Walking and Talking), regia di Mo Ogrodnik (1996)
- Extreme Measures - Soluzioni estreme (Extreme Measures), regia di Michael Apted (1996)
- Funny Money - Come fare i soldi senza lavorare (The Associate), regia di Donald Petrie (1996)
- Romeo + Giulietta di William Shakespeare (Romeo + Juliet), regia di Baz Luhrmann (1996)
- Cop Land, regia di James Mangold (1997)
- Bionda naturale (The Real Blonde), regia di Tom DiCillo (1997)
- L'avvocato del diavolo (The Devil's Advocate), regia di Taylor Hackford (1997)
- Musica da un'altra stanza (Music From Another Room), regia di Charlie Peters (1998)
- Le due verità (Forever Mine), regia di Paul Schrader (1999)
- Flawless - Senza difetti (Flawless), regia di Joel Schumacher (1999)
- Animal Factory, regia di Steve Buscemi (2000)
- Prima che sia notte (Before Night Falls),  regia di Julian Schnabel (2000)
- K-PAX - Da un altro mondo (K-PAX),  regia di Ian Softley (2001)
- Empire - Due mondi a confronto (Empire),  regia di Franc. Reyes (2002)
- Hard Cash,  regia di Predrag Antonijevic (2002)
- Hollywood Homicide, regia di Ron Shelton (2003)
- The Aviator, regia di Martin Scorsese (2004)
- Coach Carter, regia di Thomas Carter (2005)
- Kiss Kiss Bang Bang, regia di Shane Black (2005)
- Lords of Dogtown, regia di Catherine Hardwicke (2005)
- The Fast and the Furious: Tokyo Drift, regia di Justin Lin (2006)
- El Cantante, regia di Leon Ichaso (2006)
- .45, regia di Gary Lennon (2006)
- Gardener of Eden - Il giustiziere senza legge (Gardener of Eden), regia di Kevin Connolly (2007)
- Drillbit Taylor - Bodyguard in saldo (Drillbit Taylor), regia di Steven Brill (2008)
- Una squadra molto speciale (The Longshots), regia di Fred Durst (2008)
- La terrazza sul lago (Lakeview Terrace), regia di Neil LaBute (2008)
- Unthinkable, regia di Gregor Jordan (2010)
- Devil, regia di John Erick Dowdle (2010)
- Gun Hill Road, regia di Rashaad ernesto Green (2011)
- The Amazing Spider-Man, regia di Marc Webb (2012)
- Runner, Runner, regia di Brad Furman (2013)
- Fuga in tacchi a spillo (Hot Pursuit), regia di Anne Fletcher (2015)
- C'era una volta a... Hollywood (Once Upon a Time in Hollywood), regia di Quentin Tarantino (2019)

### Televisione
- Cosby indaga (The Cosby Mysteries) – serie TV, episodio 1x01 (1994)
- New York Undercover - serie TV, 2 episodi (1994-1996)
- 413 Hope St. - serie TV, 10 episodi (1997-1998)
- Il tocco di un angelo (Touched by an Angel) - serie TV, 1 episodio (1998)
- The District - serie TV, 1 episodio (2001)
- NYPD - New York Police Department - serie TV, 1 episodio (2002)
- The Twilight Zone - serie TV, 2 episodi (2002)
- Tru Calling - serie TV, 2 episodi (2003)
- 24 - serie TV, 12 episodi (2003-2004)
- Law & Order - I due volti della giustizia (Law & Order) - serie TV, 2 episodi (1992-2004)
- Weeds - serie TV, 4 episodi (2005-2006)
- CSI: Miami - serie TV, 3 episodi (2006)
- Numb3rs - serie TV, 1 episodio (2007)
- CSI: Scena del crimine (CSI: Crime Scene Investigation) - serie TV, 1 episodio (2007)
- Dollhouse - serie TV, 1 episodio (2009)
- CSI: NY - serie TV, 1 episodio (2009)
- Person of Interest - serie TV, 1 episodio (2011)
- Blue Bloods - serie TV, 1 episodio (2011)
- Law & Order - Unità vittime speciali (Law & Order: Special Victims Unit) - serie TV, 1 episodio (2013)
- Agents of S.H.I.E.L.D. – serie TV, un episodio (2013)
- Shades of Blue – serie TV, 36 episodi (2016-2019)
- Bosch: l'eredità (Bosch: Legacy) – serie TV, 7 episodi (2023)

## Doppiatori italiani
Nelle versioni in italiano delle opere in cui ha recitato, Vincent Laresca è stato doppiato da:
- Stefano Mondini in Blue Bloods, Agents of S.H.I.E.L.D., C'era una volta a... Hollywood
- Simone Mori in Animal Factory, Law & Order - Unità vittime speciali
- Gianluca Tusco in Kiss Kiss Bang Bang, Bosch: L'eredità
- Roberto Draghetti in NCIS: Los Angeles, Runner, Runner
- Massimo Rossi ne Il cattivo tenente
- Riccardo Niseem Onorato in Money train
- Luigi Ferraro in L'ora della violenza
- Angelo Maggi in Romeo + Giulietta di William Shakespeare
- Vittorio Guerrieri in Le due verità
- Enrico Di Troia in 24
- Massimo De Ambrosis in Coach Carter
- Riccardo Lombardo in Law & Order: Criminal Intent
- Eugenio Marinelli in .45
- Franco Mannella in Law & Order - I due volti della giustizia
- Pierluigi Astore in CSI: Miami
- Saverio Moriones in CSI - Scena del crimine
- Gaetano Varcasia in CSI: NY
- Diego Suarez in Fuga in tacchi a spillo
- Riccardo Scarafoni in Shades of Blue